# Josef von Sternberg
Josef von Sternberg, později Jonas Sternberg (29. května 1894 Vídeň – 22. prosince 1969 Los Angeles), byl rakouský filmový režisér, scenárista a kameraman židovského původu působící v USA.

## Profesionální činnost
Stručně ho lze charakterizovat slovy: „americký režisér rakouského původu, který svůj nejvýznamnější film natočil v Německu“. Jeho tvorba byla německou meziválečnou kinematografií velmi ovlivněna. Již ve svém prvním filmu využíval kammerspielu, jeho obratná manipulace s kontrasty světla a stínu dokázala vyvolat efekty, jaké nemohla vzbudit samotná dramatická akce.
Film Modrý anděl (Der blaue Engel) z roku 1930 byl jediným filmem, který Sternberg režíroval v Německu, ale právě tento film znamenal zvrat nejen pro jeho vlastní kariéru, ale i pro kariéru dosud neznámé berlínské herečky Marlene Dietrich, z níž se poté stala hvězda první velikosti. Spolu s ní se Sternberg vrátil do USA, kde spolupracovali na dalších filmech. Po jejich rozchodu a po ztroskotání projektu historického velkofilmu Já, Claudius, již nikdy nedosáhl tak vysoké úrovně, jakou měly jeho filmy z období 1925–1935, díky jimž se zapsal mezi významné postavy světové kinematografie.